# Oslo Vikings
Oslo Vikings (español: Vikingos de Oslo) es un equipo de fútbol americano de Oslo (Noruega).

## Historia
Fue fundado en 1986 con el nombre de Westside Vikings. En 1992 cambió su denominación a la actual. Es el segundo equipo más laureado de Noruega, con 7 campeonatos de liga.